# Josuha Guilavogui
Josuha Guilavogui (Ollioules, 19 de septiembre de 1990) es un futbolista francés que juega de centrocampista.
Debutó en 2009 en la Liga francesa con el Saint-Étienne consiguiendo la Copa de la Liga en 2013. Desde 2014 juega en el VfL Wolfsburgo donde consiguió una nueva Copa y una Supercopa de Alemania en 2015.

## Trayectoria

### Saint Etienne
Guilavogui debutó en la Liga francesa con el Saint-Étienne en 2009. Durante esa temporada, la 2009-10, disputó dos encuentros. En las siguientes temporadas fue asumiendo más importancia en el club francés convirtiéndose en un habitual de las alineaciones.

### Atlético de Madrid
En el verano de 2013 fichó por el Atlético de Madrid a cambio de 10 millones de euros. Debutó con el club madrileño el 6 de octubre de 2013 en la octava jornada de Liga. Saltó al campo en el minuto 89 en sustitución de Gabi que se marchó lesionado. El Atlético consiguió en este partido la victoria por dos a uno ante el Celta de Vigo. El 6 de noviembre debutó en la Liga de Campeones. Saltó al campo en el minuto 56 sustituyendo a Tiago en la victoria por cuatro a cero ante el Austria de Viena.
Debido a las pocas oportunidades de jugar que tuvo durante la primera mitad de la temporada en el Atlético de Madrid, en el mercado de invierno volvió al Saint-Étienne como cedido hasta final de temporada. Con el club francés tan solo disputó siete partidos debido a las lesiones que sufrió que le impidieron tener continuidad en la segunda mitad de la temporada.

### Alemania
El de agosto de 2014 se anunció que Josuha era cedido al VfL Wolfsburgo por las siguientes dos temporadas. Debutó con el club alemán el 17 de agosto en la primera ronda de la Copa de Alemania como titular. En dicho partido el Wolfsburgo se clasificó en la tanda de penaltis ante el Darmstadt 98 para la siguiente ronda. El 6 de noviembre anotó su primer gol en competición internacional en la victoria por cinco a uno ante el Krasnodar correspondiente a la cuarta jornada de la Europa League.
El equipo realizó una gran campaña terminando subcampeón de Liga y ganando la Copa de Alemania el 30 de mayo de 2015 ante el Borussia Dortmund aunque en dicha final Josuha no fue titular y saltó al campo en el minuto 74. Como campeón de Copa el 1 de agosto se enfrentó al Bayern de Múnich en la final de la Supercopa. Josuha esta vez sí fue titular y se proclamó campeón tras vencer en la tanda de penaltis.
El 25 de septiembre de 2023 se convirtió en jugador del 1. FSV Maguncia 05 a coste cero tras haber quedado libre una vez abandonó el VfL Wolfsburgo. Disputó doce encuentros durante la temporada y al final de la misma se marchó tras acordar con el club su no continuidad.

### Inglaterra
Tras unos meses sin equipo, el 23 de octubre de 2024 se comprometió con el Leeds United F. C. para lo que restaba de campaña. En ella ayudó al equipo a conseguir el ascenso a la Premier League y se marchó al final de la misma una vez expiró su contrato.

## Selección nacional
Ha sido internacional con la selección de fútbol de Francia con la que debutó el 5 de junio de 2013 ante Uruguay.

## Estadísticas

### Clubes
- Actualizado el 28 de abril de 2025.[7]

| Club                               | Div.          | Temporada     | Liga  | Liga  | Copas nacionales | Copas nacionales | Torneos internacionales | Torneos internacionales | Total | Total | Media goleadora |
| Club                               | Div.          | Temporada     | Part. | Goles | Part.            | Goles            | Part.                   | Goles                   | Part. | Goles | Media goleadora |
| ---------------------------------- | ------------- | ------------- | ----- | ----- | ---------------- | ---------------- | ----------------------- | ----------------------- | ----- | ----- | --------------- |
| A. S. Saint-Étienne Francia        | 1.ª           | 2009-10       | 2     | 0     | 1                | 0                | —                       | —                       | 3     | 0     | 0               |
| A. S. Saint-Étienne Francia        | 1.ª           | 2010-11       | 22    | 1     | 2                | 0                | —                       | —                       | 24    | 1     | 0,04            |
| A. S. Saint-Étienne Francia        | 1.ª           | 2011-12       | 32    | 2     | 2                | 1                | —                       | —                       | 34    | 3     | 0,09            |
| A. S. Saint-Étienne Francia        | 1.ª           | 2012-13       | 38    | 3     | 7                | 2                | —                       | —                       | 45    | 5     | 0,11            |
| A. S. Saint-Étienne Francia        | 1.ª           | 2013-14       | 2     | 0     | 0                | 0                | 4                       | 0                       | 6     | 0     | 0               |
| Club Atlético de Madrid · España   | 1.ª           | 2013-14       | 1     | 0     | 4                | 0                | 2                       | 0                       | 7     | 0     | 0               |
| Club Atlético de Madrid · España   | Total club    | Total club    | 1     | 0     | 4                | 0                | 2                       | 0                       | 7     | 0     | 0               |
| A. S. Saint-Étienne Francia        | 1.ª           | 2013-14       | 7     | 0     | —                | —                | —                       | —                       | 7     | 0     | 0               |
| A. S. Saint-Étienne Francia        | Total club    | Total club    | 103   | 6     | 12               | 3                | 4                       | 0                       | 119   | 9     | 0,08            |
| VfL Wolfsburgo · Alemania          | 1.ª           | 2014-15       | 27    | 1     | 5                | 0                | 10                      | 1                       | 42    | 2     | 0,05            |
| VfL Wolfsburgo · Alemania          | 1.ª           | 2015-16       | 30    | 2     | 3                | 0                | 9                       | 0                       | 42    | 2     | 0,05            |
| VfL Wolfsburgo · Alemania          | 1.ª           | 2016-17       | 19    | 0     | 2                | 0                | —                       | —                       | 21    | 0     | 0               |
| VfL Wolfsburgo · Alemania          | 1.ª           | 2017-18       | 29    | 3     | 6                | 0                | —                       | —                       | 35    | 3     | 0,09            |
| VfL Wolfsburgo · Alemania          | 1.ª           | 2018-19       | 19    | 2     | 1                | 0                | —                       | —                       | 20    | 2     | 0,1             |
| VfL Wolfsburgo · Alemania          | 1.ª           | 2019-20       | 25    | 0     | 1                | 0                | 6                       | 0                       | 32    | 0     | 0               |
| VfL Wolfsburgo · Alemania          | 1.ª           | 2020-21       | 20    | 0     | 3                | 1                | 3                       | 1                       | 26    | 2     | 0,08            |
| VfL Wolfsburgo · Alemania          | 1.ª           | 2021-22       | 15    | 0     | 1                | 0                | 5                       | 0                       | 21    | 0     | 0               |
| F. C. Girondins de Burdeos Francia | 1.ª           | 2021-22       | 15    | 1     | ―                | ―                | ―                       | ―                       | 15    | 1     | 0,07            |
| F. C. Girondins de Burdeos Francia | Total club    | Total club    | 15    | 1     | 0                | 0                | 0                       | 0                       | 15    | 1     | 0,07            |
| VfL Wolfsburgo · Alemania          | 1.ª           | 2022-23       | 23    | 1     | 3                | 0                | ―                       | ―                       | 26    | 1     | 0,04            |
| VfL Wolfsburgo · Alemania          | Total club    | Total club    | 207   | 9     | 25               | 1                | 33                      | 2                       | 265   | 12    | 0,05            |
| 1. FSV Maguncia 05 · Alemania      | 1.ª           | 2023-24       | 11    | 0     | 1                | 0                | ―                       | ―                       | 12    | 0     | 0               |
| 1. FSV Maguncia 05 · Alemania      | Total club    | Total club    | 11    | 0     | 1                | 0                | 0                       | 0                       | 12    | 0     | 0               |
| Leeds United F. C. Inglaterra      | 2.ª           | 2024-25       | 16    | 0     | 2                | 0                | ―                       | ―                       | 18    | 0     | 0               |
| Leeds United F. C. Inglaterra      | Total club    | Total club    | 16    | 0     | 2                | 0                | 0                       | 0                       | 18    | 0     | 0               |
| Total carrera                      | Total carrera | Total carrera | 353   | 16    | 44               | 4                | 39                      | 2                       | 436   | 22    | 0,05            |
| 1. 2.                              |               |               |       |       |                  |                  |                         |                         |       |       |                 |

## Palmarés

### Títulos nacionales
| Título                | Club                | País       | Año  |
| --------------------- | ------------------- | ---------- | ---- |
| Copa de la Liga       | A. S. Saint-Étienne | Francia    | 2013 |
| Copa de Alemania      | VfL Wolfsburgo      | Alemania   | 2015 |
| Supercopa de Alemania | VfL Wolfsburgo      | Alemania   | 2015 |
| EFL Championship      | Leeds United F. C.  | Inglaterra | 2025 |